# Россия на «Детском Евровидении — 2010»
Россия участвовала в 2010 году на конкурсе  «Детское Евровидение 2010» в 6-й раз- страну представил дуэт из Александра Лазина и Елизаветы Дрозд с песней «Boy And Girl». Набрав 119 баллов, они заняли 2 место.

## Перед Детским Евровидением

### Национальный отбор
27 февраля 2010 года ВГТРК объявило о проведении национального отбора на Детское Евровидение и открыло приём заявок до 20 апреля 2010 года. Профессиональное жюри отобрало 20 заявок для участия в финале национального отбора.
Финал национального отбора был назначен 30 мая 2010 года в Государственном Кремлёвском Дворце. Ведущими отбора стали Оксана Фёдорова и Оскар Кучера.
В жюри вошли:
- Геннадий Гохштейн — продюсер отдела развлекательных программ канала Россия.
- Лариса Рубальская — писательница.
- Геннадий Гладков — российский музыкант.
- Юрий Энтин — автор детских песен.
- Валерия - российская певица.

В интервал-актах выступили сёстры Толмачёвы, Екатерина Рябова, Александра Головченко и Юлия Савичева.
| Исполнитель                       | Песня                    | Баллы (проценты) | Место |
| --------------------------------- | ------------------------ | ---------------- | ----- |
| Александр Лазин и Елизавета Дрозд | Boy And Girl             | 11,00            | 1     |
| Мария Зайкина                     | Мама всегда говорила     | 9,4              | 2     |
| Мария Чучина и Анна Климкина      | Очкарик                  | 5,8              | 6     |
| Дарья Ткачук                      | По барабану              | 4,3              | 12    |
| Ксения Кочеткова                  | Ветер-приятель           | 1,7              | 20    |
| Елена Онофрей                     | Северная ночь            | 5,1              | 9     |
| Анастасия Сучкова                 | Джаз                     | 3,3              | 15    |
| Ярослав Губарёв                   | Нарисуй свой мир         | 4,7              | 10    |
| Анастасия Колесникова             | Давай послушаем тишину   | 7,3              | 4     |
| Группа «Эти дети»                 | В школу                  | 4,1              | 13    |
| Дуэт «ДаКи»                       | Простые пацаны           | 5,6              | 7     |
| Зульфат Габдулин                  | Школа закрыта            | 5,2              | 8     |
| Регина Аитова                     | Хей, хей, гляди веселей  | 2,6              | 17    |
| Группа «Дельфин»                  | Каникулы                 | 6,7              | 5     |
| Ольга Хайруллина                  | В сердце музыка          | 3,6              | 14    |
| Регина Шайхутдинова               | Земной привет            | 4,5              | 11    |
| Дмитрий Нарсыя                    | Лето                     | 2,8              | 16    |
| Группа «Полянка»                  | Город                    | 2,4              | 18    |
| Дарья Лукаш                       | Дай мне руку             | 1,9              | 19    |
| Екатерина Квития                  | Тот, кто создал этот мир | 8,1              | 3     |

Победу в национальном отборе одержал дуэт Александра Лазина и Елизаветы Дрозд с песней «Boy And Girl».

## На Детском Евровидении
Телеканал Россия показал финал конкурса в прямом эфире из столицы Беларуси города Минск. Комментатором была Ольга Шелест, а результаты голосования от России объявлял Филипп Масуров.
Дуэт выступил под 7-м номером после Швеции и перед Латвией. Ребята заняли 2-е место с 119 баллами, уступив победителю конкурса, участнику из Армении, 1 балл.

## Голосование
| Голоса за российского исполнителя | Голоса за российского исполнителя   |
| --------------------------------- | ----------------------------------- |
| Оценка                            | Страны                              |
| 12                                | Европейский Вещательный Союз        |
| 12                                | Беларусь, Армения, Мальта           |
| 10                                | , Литва, Швеция                     |
| 8                                 | Латвия, Украина, Сербия, Нидерланды |
| 7                                 | Грузия, Молдова                     |
| 6                                 |                                     |
| 5                                 |                                     |
| 4                                 | Бельгия                             |
| 3                                 |                                     |
| 2                                 |                                     |
| 1                                 | , Македония                         |

| Голоса российских телезрителей | Голоса российских телезрителей |
| ------------------------------ | ------------------------------ |
| Оценка                         | Страна                         |
| 12                             | Армения                        |
| 10                             | Беларусь                       |
| 8                              | Грузия                         |
| 7                              | Сербия                         |
| 6                              | Литва                          |
| 5                              | Молдова                        |
| 4                              | Украина                        |
| 3                              | Македония                      |
| 2                              | Швеция                         |
| 1                              | Бельгия                        |